# Nérigon
Nérigon a été un nom utilisé par les premiers géographes grecs et romains pour désigner la plus grande des îles inconnues de l'Europe du Nord. Ce terme désigne probablement la Norvège, que les Anciens considérèrent, ainsi que le reste de la Scandinavie, comme une île.
Ainsi, Pline l'Ancien évoque les îles de Nérigon et de Scandie, d'où les navires partent pour Thulé.

## Référence
1. ↑  Pline l'Ancien, Histoire naturelle, livre 4, chapitre XXXe.